# アルベニス・カスティーヨ
アルベニス・エンリケ・カスティーヨ・ゴンザレス（Albenis Enrique Castillo Gonzalez, 1983年12月24日 - ）はパナマ共和国コクレ県出身の元プロ野球選手(投手)。右投右打。

## 経歴
2003年に第35回IBAFワールドカップのパナマ代表に選出された。
2006年開幕前の3月に第1回WBCのパナマ代表に選出された。

## 詳細情報

### 代表歴
- 2003 IBAFワールドカップ パナマ代表
- 2006 ワールド・ベースボール・クラシック・パナマ代表